# Музей Багатти Вальсекки
Музей Багатти Вальсекки (итал. Museo Bagatti Valsecchi) — историческая резиденция — дом-музей в городе Милан в Италии. Основан в 1994 году. Расположен в Квартале моды во дворце Багатти Вальсекки. Собрания музея включают произведения искусства и исторические интерьеры второй половины XIX века. С октября 2008 года является частью музейного комплекса Дома-музеи Милана.

## История
Братья Фаусто и Джузеппе Багатти Вальсекки из Варедо, вдохновленные дворцами ломбардской аристократии XV—XVI веков, разработали проект ренессансного здания, в котором можно было бы жить, обставив его предметами искусства эпохи Возрождения. С этой целью в конце XIX века ими был расширен миланский семейный дворец (современное здание музея). Уникальность проекта братьев заключалась в их стремлении создать дом, в котором помещение и убранство будут соответствовать духу ренессансной эпохи. Среди ценных предметов искусства в музее хранятся произведения Джованни Беллини, Джентиле Беллини, Джампьетрино и Лоренцо ди Никколо. Предметы XIX века в доме выдержаны в стиле неоренессанса, в соответствии с культурной программой Савойской династии после объединения Италии в единое королевство.
Музей открыт для публики с 1994 года и является одним из лучших домов-музеев в Европе. Управляется Фондом Багатти Вальсекки, президентом которого является Пьер Фаусто Багатти Вальсекки. Среди членов совета директоров фонда находится и представитель области Ломбардия. Фондом был создан в 1974 году, чтобы поддерживать демонстрацию публике коллекций произведений искусства эпохи Возрождения и предметов интерьера эпохи Возрождения и Неоренессанса, собранных в последние десятилетия XIX века братьями Фаусто и Джузеппе Багатти Вальсекки. Посетителей музея встречают в каждом зале дворца с подробными мобильными карточками, написанными на итальянском, английском, французском, немецком, испанском и японском языках, и детскими карточками-картами для изучения культурной истории эпохи в форме игры. В музее можно заказать экскурсию в сопровождении квалифицированного гида на итальянском языке для детей  и на итальянском, английском, французском, немецком, испанском и русском языках для взрослых.